# 藤沢市消防局
藤沢市消防局（ふじさわししょうぼうきょく）は、神奈川県藤沢市の消防部局（消防本部）。管轄区域は藤沢市全域。

## 概要
・消防局：藤沢市朝日町1-1
・管内面積：69.51km2
・職員定数：393人
・消防署2署、
　　出張所12所、
　　分遣所1所
・配備車両（2021年1月29日現在）
・普通消防ポンプ自動車：10
・救助機能付きポンプ車：1
・水槽付消防ポンプ自動車：3
・40m級はしご車：2
・50m級はしご車：1
・先端屈折式30m級はしご車：2
・化学車：3
・高規格救急車：16
・指揮車：2
・指令車：5
・Ⅲ型救助工作車：2
・水難救助車：1
・小型動力ポンプ：32
・大型ブロアー車：1
・ミニ広報車：18
・資機材搬送車：3
・小型動力付き水槽車：1
・支援車：3

## 沿革
- 1948年3月7日　自治体消防として、藤沢市消防本部・藤沢市消防署を設置する。
- 1951年6月1日　消防本部・消防署を移転する。
- 1951年8月1日　辻堂出張所を開設する。
- 1954年5月18日　救急自動車を消防署本署に配備し、救急業務を開始する。
- 1957年4月1日　片瀬分遣所を開設する。
- 1957年12月27日　長後分遣所を開設する。
- 1962年7月19日　鵠沼出張所を開設する。
- 1963年7月1日　長後分遣所が長後出張所に昇格する。
- 1965年9月27日　消防庁舎を新築し、消防本部・消防署を移転する。
- 1967年4月1日　長後出張所で救急業務を開始する。
- 1968年2月1日　本町出張所を開設する。
- 1968年12月25日　用田分遣所を開設する。
- 1971年12月16日　苅田出張所を開設する。
- 1972年10月1日　辻堂出張所で救急業務を開始する。
- 1973年4月10日　羽鳥出張所を開設する。
- 1973年12月1日　六会出張所を開設し、長後出張所に仮配置して業務を開始する。
- 1974年12月1日　用田分遣所が御所見出張所に昇格する。
- 1976年3月6日　六会出張所庁舎が竣工し、長後出張所より移転する。
- 1976年7月21日　本町出張所で救急業務を開始する。
- 1980年3月31日　善行出張所を開設する。
- 1981年10月1日　御所見出張所で救急業務を開始する。
- 1982年4月1日　藤沢市消防本部を藤沢市消防局に改称する。北消防署を設置し、2署体制となる。藤沢市消防署を南消防署に改称する。
- 1983年4月1日　消防音楽隊を設置する。
- 1985年4月1日　西部出張所を開設し、消防・救急業務を開始する。
- 1986年4月1日　藤沢市消防局を藤沢市消防本部に改称する。
- 1987年5月1日　苅田出張所で救急業務を変則的に開始する。（正式開始は1988年5月1日）
- 1995年7月29日　消防本部が現在地（市庁舎内）に移転する。
- 1995年9月15日　南消防署を現在地に新築し移転する。
- 1998年4月1日　村岡出張所を開設する。
- 1999年4月1日　善行出張所で救急業務を開始する。
- 2003年4月1日　村岡出張所で救急業務を開始する。
- 2007年3月23日　羽鳥出張所を新築移転し、明治出張所に改称する。
- 2007年4月1日　明治出張所で救急業務を開始する。
- 2008年5月15日 中国四川大地震災害に国際消防救助隊を派遣した。
- 2009年7月1日　南消防署に高度救助隊「SuperRescue」を発隊。
- 2011年3月11日　東日本大震災に対して仙台市に緊急消防援助隊を派遣した。
- 2013年4月1日　藤沢市消防本部を藤沢市消防局に改称する。
- 2017年4月1日　遠藤出張所を開設する。
- 2021年8月6日　辻堂出張所を現在地に新築し移転する。
- 2022年4月27日　全国の消防機関で初となる遠距離送・排水車(同様の物はあったが1台で送配水を行えるのは、日本初)を南消防署に配置し運用を開始する。
- 2024年
  - 1月9日 能登半島地震被災地に緊急消防援助隊を派遣[1]。
  - 3月13日 本町出張所が仮設庁舎に移転する[2]。

## 組織
- 本部 - 消防総務課、予防課、警防課、救急救命課、通信指令課
- 消防署 - 管理課、警備一課、警備二課

## 消防署
| 消防署   | 住所        | 出張所等                     |
| -------- | ----------- | ---------------------------- |
| 南消防署 | 鵠沼東8-3   | 辻堂出張所：辻堂西海岸2-1-17 |
| 南消防署 | 鵠沼東8-3   | 本町出張所：藤沢1-9-17 (※)   |
| 南消防署 | 鵠沼東8-3   | ※一時移転中(2027年完成予定)  |
| 南消防署 | 鵠沼東8-3   | 苅田出張所：本鵠沼4-3-1      |
| 南消防署 | 鵠沼東8-3   | 村岡出張所：渡内5-1-1        |
| 南消防署 | 鵠沼東8-3   | 鵠沼出張所：鵠沼海岸4-1-12   |
| 南消防署 | 鵠沼東8-3   | 明治出張所：辻堂新町1-11-23  |
| 南消防署 | 鵠沼東8-3   | 片瀬分遣所：片瀬3-15-17      |
| 北消防署 | 湘南台2-7-1 | 長後出張所：長後163-1        |
| 北消防署 | 湘南台2-7-1 | 西部出張所：大庭5406-11      |
| 北消防署 | 湘南台2-7-1 | 御所見出張所：用田480        |
| 北消防署 | 湘南台2-7-1 | 善行出張所：善行7-7-10       |
| 北消防署 | 湘南台2-7-1 | 六会出張所：亀井野4-8-1      |
| 北消防署 | 湘南台2-7-1 | 遠藤出張所：遠藤2932-1       |